# Carol I, Duce de Mantua
Carol Gonzaga (italiană Carlo Gonzaga) (6 mai 1580 – 22 septembrie 1637) a fost Duce de Mantua și Montferrat din 1627 până la moartea sa. De asemenea, a fost Duce de Rethel și Nevers, precum și Prinț de Arches.

## Biografie
Născut la Paris, el a fost fiul lui Louis Gonzaga, Duce de Nevers și a Henriettei de Cleves. A primit o solidă educație intelectuală și militară. La vârsta de treisprezece ani și și-a însoțit tatăl într-o ambasadă la Papa Clement al VIII-lea și a avut posibilitatea să viziteze curțile de la Roma, Florența și Mantua, unde s-a familiarizat cu domnia vărului său german, Vincenzo I.

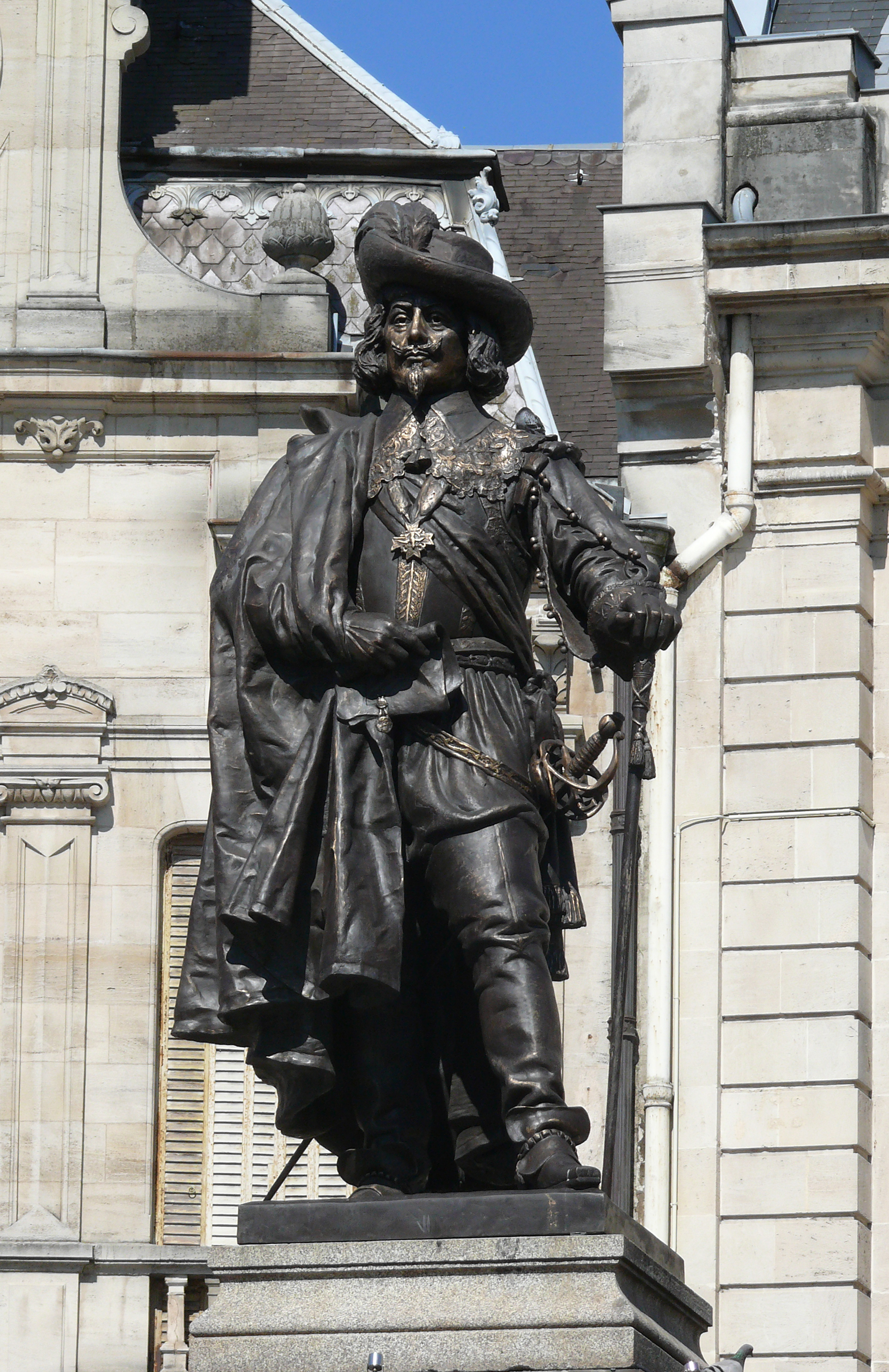
Carol de Gonzague la Charleville.

În 1600, în calitate de duce de Rethel, a fondat, în Nevers, Ordinul panglicii galbene, în curând interzis de rege din cauza caracterului său ciudat. 
A călătorit prin Europa, vizitând mai multe curți suverane instruindu-se în arta războiului: Flandra, Anglia, Olanda, Friesland, Hanovra, Danemarca, Pomerania, Brandenburg, Saxonia, Boemia, Polonia și Austria. El va participa în octombrie 1602 alături de trupele imperiale la un asediu în orașul  Buda, în Ungaria, asediu în care va fi rănit și care va încheia călătoria lui, acesta revenind în Franța. În timpul călătoriilor sale, la 24 iunie 1601, mama lui Carol a murit la Paris.
În 1606, în jurul vârstei de 26 de ani, el s-a decis să fondeze Charleville. Aproape 35 de ani de muncă vor fi necesari pentru a face un oraș demn de acest nume. Dar din anul 1608, el face acest oraș capitala principatului Arches.
La 26 decembrie 1627, are loc în Mantua căsătoria moștenitorului său, Carol (fiul cel mare Francis a murit în 1622), cu Maria, fiica lui Francesco al IV-lea Gonzaga, Duce de Mantua și nepoata Ducelui Vincenzo al II-lea. Nunta a fost planificată și organizată de ducele Vincenzo al II-lea, fără îndoială îngrijorat de problema succesiunii ducateloe de Mantua și Monferrato.

## Copii
S-a căsătorit la 1 februarie 1599, la Soissonscu Caterina de Mayenne, fiica lui Carol, Duce de Mayenne și a Henriettei de Savoia. Ei au avut șase copii:
- Francis Gonzaga, Duce de Rethel (1606–1622).
- Carol Gonzaga, Duce de Nevers (1609 - 14 august 1631) moștenitorul său. S-a căsătorit cu Maria Gonzaga. Ei au fost părinții lui Eleanor de Mantua soția împăratului Ferdinand al III-lea și ai lui Carol al II-lea, Duce de Mantua.
- Ferdinand Gonzaga, Duce de Mayenne (1610 - 25 mai 1632).
- Marie Louise Gonzaga (18 august 1611 - 10 mai 1667). S-a căsătorit prima dată cu Władysław IV Vasa și a doua oară cu Jab Casimir Vasa.
- Benedetta Gonzaga (1614 - 30 septembrie 1637).
- Anne Marie Gonzaga (1616 - 6 iulie 1684). S-a căsătorit prima dată cu Henric al II-le, Duce de Guise și a doua oară cu Eduard, Conte Palatin de Simmern.

1. ↑  IdRef, accesat în 2 mai 2020